# ماري إي. هيويت
ماري إي. هيويت (بالإنجليزية: Mary E. Hewitt)‏ (20 مارس 1807 - 17 سبتمبر 1884)؛ كاتِبة وشاعرة أمريكية.